# Limnonectes khasianus
Espèce
Synonymes
- Pyxicephalus khasianus Anderson, 1871
- Rana laticeps Boulenger, 1882
- Limnonectes laticeps (Boulenger, 1882)
- Polypedates affinis Boulenger, 1882

Statut de conservation UICN

 DD  : Données insuffisantes
Limnonectes khasianus est une espèce d'amphibiens de la famille des Dicroglossidae.

## Répartition
Cette espèce se rencontre en Inde au Meghalaya et en Assam, en Birmanie, en Thaïlande, en Malaisie péninsulaire et en Indonésie à Sumatra.

## Taxinomie
Rana laticeps a été placées en synonymie avec Limnonectes khasianus par Ohler et Deuti en 2013.

## Étymologie
Son nom d'espèce lui a été donné en référence au lieu de sa découverte, la chaîne des Khasi.

## Publication originale
- Anderson, 1871 : A list of the reptilian accession to the Indian Museum, Calcutta from 1865 to 1870, with a description of some new species. Journal of the Asiatic Society of Bengal, vol. 40, no 1, p. 12-39 (texte intégral).